# Перманентний фонд штату Аляска
Перманентний фонд штату Аляска (англ. Alaska Permanent Fund) — створений державою фонд, що керує прибутками від добування нафти в Алясці. Фонд було створено в 1976 році в результат народного волевиявлення. До цього уряд звинувачували з занадто швидкій розтраті надходжень від торгівлі нафтою. Відтоді 25% прибутків держави від обігу нафти надходять до фонду. Половина прибутків через дивіденди напряму розподіляються серед жителів Аляски. Кожен житель отримує однакову суму, якою може розпоряджатися за власним бажанням. Річна виплата переглядається щороку й залежить від прибутків за останні 5 років, а також від числа людей у відповідному році, що мають отримувати гроші.
Заявники на долю дивіденду не можуть бути особами, що раніше мали судимість. Вони мають бути жителями Аляски не менше одного календарного року, і на момент подачі заявки на отримання витрат висловити намір надалі проживати на території штату. Прибутки підлягають оподаткуванню.

## Джерело
- Вебсайт фонду [Архівовано 20 травня 2007 у Wayback Machine.] (англ.)
- Вебсайт штату Аляска про фонд [Архівовано 18 липня 2008 у Wayback Machine.]
- Веблог про фонд